# Касіма (Ібаракі)

35°57′57″ пн. ш. 140°38′42″ сх. д. / 35.96583° пн. ш. 140.64500° сх. д.
Касі́ма (яп. 鹿嶋市, かしまし, МФА: [kaɕima ɕi̥]) — місто в Японії, в префектурі Ібаракі.

## Відомості
Розташоване в південно-східній частині префектури, на березі Тихого океану. Західна частина міста омивається водами моря Касіма, складовою океану, а західна — водами озера Кітаура. Виникло на основі середньовічного прихрамового містечка біля синтоїстського святилища Касіма, оспіваного в найстарішій антології японської поезії «Манйосю». Отримало статус міста 1 вересня 1995 року. Складова Касімського промислового району. Основою економіки є суднобудування, металургія. Станом на 1 жовтня 2007 площа міста становила 92,96 км². Станом на 1 серпня 2008 населення міста становило 65 451 осіб.

## Спорт
- Касіма Антлерс